# Donkey Kong Land
Vous lisez un « bon article » labellisé en 2016.
Donkey Kong Land (DKL, Super Donkey Kong GB au Japon) est l'adaptation du jeu vidéo de plates-formes Donkey Kong Country développée par Rare et publiée par Nintendo sur la console portable Game Boy en 1995. Elle donne naissance à sa propre série dérivée composée de trois titres (avec Donkey Kong Land 2 et III).
Le scénario, qui se déroule juste après les événements de Donkey Kong Country, met en scène Donkey Kong, Diddy Kong et Cranky Kong. Au début du jeu, Cranky Kong, rendu fou de jalousie par la réussite de Donkey et Diddy Kong, taquine le duo en prétextant que le succès de Donkey Kong Country est uniquement dû à ses superbes graphismes et à la qualité de ses effets sonores. Les deux héros lui rétorquent que c'est au contraire grâce à la qualité de son gameplay mais ils ne parviennent pas à le convaincre. Ce dernier leur lance alors un défi, parcourir à nouveau l'île et vaincre une nouvelle fois les Kremlings. Le duo ayant accepté, Cranky leur annonce qu'ils n'ont qu'une journée pour réussir et que passé ce délai, il préviendra King K. Rool pour qu'il vienne dérober le stock de bananes. C'est ainsi que Donkey et Diddy Kong repartent sur le chemin de l'aventure.
Les capacités limitées de la console portable, notamment au niveau de son système de commande, obligent les développeurs à simplifier le système de jeu. Les graphismes sont également moins beaux que sur Super Nintendo, même si la technique des graphismes pré-rendus est toujours utilisée. Un seul personnage est affiché à l'écran et la plupart des mécanismes de jeux sont empruntés à Donkey Kong Country. La quasi-totalité des niveaux sont en revanche inédits, même si certains d'entre eux ressemblent à ceux de DKC, et de nouveaux ennemis font leur apparition. Le jeu reçoit un accueil positif de la part de la presse spécialisée, qui le considère comme un des plus beaux jeux Game Boy de l'époque. Le jeu totalise 3,91 millions de ventes à travers le monde. Le jeu est réédité en téléchargement sur la console virtuelle de la Nintendo 3DS le 2 avril 2014 au Japon, le 16 octobre 2014 en Europe, et le 26 février 2015 en Amérique du Nord. Le jeu devient disponible aux abonnés du Nintendo Switch Online sur Nintendo Switch le 22 novembre 2024.

## Trame

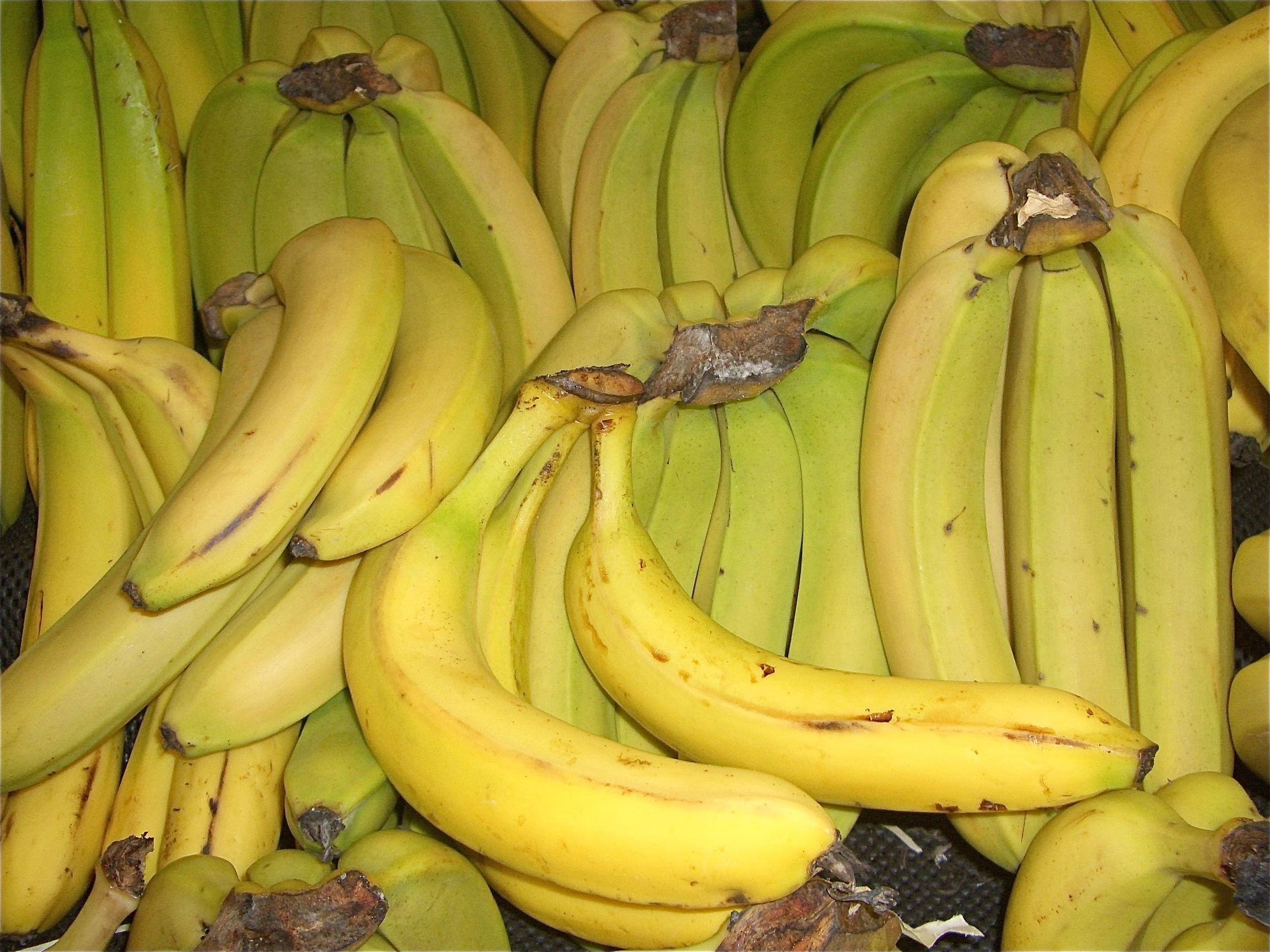
Comme dans Donkey Kong Country, Donkey et Diddy Kong doivent protéger le stock de bananes.

Le jeu prend place dans le même monde imaginaire que Donkey Kong Country, l'île Donkey Kong Island. L'histoire débute juste après les événements de Donkey Kong Country. L'intrigue de Donkey Kong Land se déroule juste après les évènements survenus dans le précédent jeu, Donkey Kong Country. Le jeu se déroule dans quatre mondes différents, le joueur commençant sur le Galion du Gang-Planche avant de passer par des temples, des montagnes, des lieux sous-marins et de traverser les rues d'une ville (Gankplank Galleon, Kremlantis, Monkey Mountain & Chimpanzee Clouds, Big Ape City),. Le contexte de l'intrigue est uniquement décrit dans le manuel de jeu.
Au début du jeu, Cranky Kong, rendu fou de jalousie par la réussite de Donkey et Diddy Kong, taquine le duo en prétextant que le succès de Donkey Kong Country est uniquement dû à ses superbes graphismes et à la qualité de ses effets sonores. Les deux héros lui rétorquent que c'est au contraire grâce à la qualité de son gameplay mais ils ne parviennent pas à le convaincre. Ce dernier leur lance alors un défi, parcourir à nouveau l'île et vaincre une nouvelle fois les Kremlings. Le duo ayant accepté, Cranky leur annonce qu'ils n'ont qu'une journée pour réussir et que passé ce délai, il préviendra King K. Rool pour qu'il vienne dérober le stock de bananes. C'est ainsi que Donkey et Diddy Kong repartent sur le chemin de l'aventure,,.
Les personnages de Donkey, Diddy et Cranky Kong, issus de Donkey Kong Country, sont inclus dans le jeu. Seuls deux animaux amis, Rambi le rhinocéros et Expresso l'autruche sont reconduits. La plupart des Kremlings vus dans DKC sont présents dans le jeu et de nouveaux ennemis apparaissent également, comme un cochon volant, une taupe et un nautile,,.

## Système de jeu
Comme Donkey Kong Country, Donkey Kong Land est un jeu de plates-formes classique en défilement horizontal. Donkey Kong et Diddy Kong doivent éviter des obstacles, surmonter des difficultés, ramasser des bananes, terminer tous les niveaux et éliminer les mini-boss. La plupart des mécanismes de jeu sont issus de son prédécesseur, mais la conversion subit quelques adaptations inhérentes aux capacités limitées de la Game Boy. Le jeu se déroule dans cinq mondes et trente-sept niveaux, comportant quatre boss et 46 salles bonus. Donkey Kong et Diddy Kong ne sont plus présents ensemble à l'écran, mais utilisés en alternance avec la possibilité de changer à tout moment de personnage. Certains niveaux reprennent les graphismes de DKC, d'autres sont des créations inédites. De nouveaux ennemis font leur apparition, comme une tornade qui provoque la mort du personnage lorsqu'il la touche,,.
Les personnages peuvent courir, sauter, rebondir plus haut sur des pneus et atterrir sur les ennemis pour les tuer. Tous les ennemis ne peuvent cependant être vaincus de cette manière. Le joueur peut effectuer une roulade avec Donkey Kong ou une roue avec Diddy Kong pour terrasser les ennemis. Le duo peut également effectuer des actions spéciales comme nager ou sauter de lianes en lianes.
Sur les écrans-cartes, le joueur est parfois bloqué par des rochers qu'il peut détruire avec une bombe qu'il obtient dans les niveaux à proximité. La fin de chaque niveau est également différente. Un nouveau système de jetons, permettant de gagner des vies supplémentaires, fait son apparition. À mi-niveau, le joueur rencontre une sorte de fenêtre à ouvrir servant de continue, qui permet au joueur de recommencer la partie à cet endroit s'il perd,.
Comme dans Donkey Kong Country, les niveaux comportent de nombreux tonneaux aux fonctions diverses. La plupart d'entre eux sont identiques à ceux de la version Super Nintendo, mais certains offrent des fonctionnalités inédites, comme les tonneaux-canons qui peuvent être orientés par le joueur afin que son personnage soit projeté dans une direction. Les autres fonctionnent comme dans le jeu original. Les deux héros peuvent ainsi ramasser puis jeter ou faire rouler certains tonneaux. C’est notamment le cas des tonneaux simples, qui éclatent au contact d’un obstacle ou d’un ennemi, des tonneaux de TNT qui déclenchent des explosions, et des barils d’acier qui fauchent tout sur leur passage. D'autres ne peuvent être déplacés, comme les canons-tonneaux dans lesquels les personnages peuvent entrer avant d’être projetés dans les airs. C’est également le cas des tonneaux DK, qui permettent de récupérer l'allié manquant le cas échéant, et des tonneaux étoilés situés en milieu de niveau qui servent de checkpoint et permettent de recommencer à partir de cet endroit si le personnage meurt. Enfin, il existe également des tonneaux, souvent cachés ou difficilement accessibles, qui donnent accès à des niveaux bonus,,.
| Rhinocéros blanc.                                                                    |  | Autruche. |
| Seuls deux animaux amis sont conservés : Rambi le rhinocéros et Expresso l'autruche. |  |           |

Les salles bonus, les animaux amis et les bonus comme les lettres KONG sont conservés. Tout au long des niveaux, sont disposées des bananes que le joueur peut collecter. Ramasser 100 bananes lui permet de gagner une vie supplémentaire (les bananes peuvent être disposées une par une, ou sous forme de régimes de bananes qui font gagner dix bananes). De nombreuses salles bonus dissimulées permettent à la fois de gagner des bananes et des vies, mais aussi de terminer le jeu à 100 %. Comme dans DKC, les quatre lettres du mot KONG sont éparpillées dans les niveaux et permettent au joueur de gagner une vie s'il les ramasse. Le rhinocéros Rambi et l'autruche Expresso permettent au joueur, respectivement, de foncer sur les ennemis et de les tuer, et de voler et planer au-dessus des ennemis et des dangers. Un nouveau système de sauvegarde permet de mémoriser l'avancement d'une partie, le joueur devant trouver les quatre lettres KONG pour en profiter,. Même si Cranky Kong apparaît dans le scénario, aucun autre personnage de la famille Kong n'est inclus dans le jeu.
Le jeu est également développé pour fonctionner sur Super Game Boy, et permet d'afficher le jeu en couleur et avec divers contours d'écran,.

## Développement

Logo de Super Donkey Kong GB, la version japonaise de Donkey Kong Land.

Donkey Kong Land est développé par Rare, en parallèle à celui du jeu original Donkey Kong Country, par une seconde équipe spécialement mise sur pied pour cette tâche. Par le biais de ce portage sur Game Boy, Rare a à cœur de toucher un public plus large. Il profite de toutes les avancées technologiques du titre Donkey Kong Country et partage les mêmes choix de conception. Cependant, les concepteurs sont obligés de trouver de nouvelles méthodes de compression pour faire rentrer les données sur les 512 ko de la cartouche Game Boy. Rare utilise des stations de travail Silicon Graphics et le logiciel PowerAnimator pour créer des squelettes de modèles en trois dimensions en monochrome, qui sont par la suite retravaillés, puis intégrés dans le jeu avec la méthode de compression ACM (Advanced Computer Modelling). Cette nouvelle méthode de compression des données, permet d'incorporer plus de détails et d'animations sur chaque sprite que ce qui était jusque-là possible pour un jeu vidéo Super Nintendo ou Game Boy, permettant ainsi de mieux capturer les graphismes pré-rendus,. Gary Richards, l'un des concepteurs du jeu, indique qu'il a fallu à chaque fois repartir de zéro. Les graphismes sont donc préparés en amont sur un ordinateur classique puis optimisé sur station SGI, et par la suite, l'équipe ajuste image par image pour adapter chacune d'entre elles aux capacités limitées de la plate-forme portable. Les deux jeux ayant été développés en parallèle par deux équipes différentes, Donkey Kong Land possède son propre monde et scénario, mais aussi des animaux amis complètement nouveaux. Quelques semaines avant la sortie du jeu, Rare hésite encore à inclure de nouveaux ennemis et animaux amis comme Pucka et Pucka Jr. les poissons et Ram Bunkshus le bélier, mais ces derniers ne sont finalement pas inclus dans le jeu,. À cause des problématiques de capacité de stockage, les détails et le contexte de l'intrigue sont seulement proposés dans le manuel de jeu. Les musiques sont adaptées aux capacités de la plate-forme par David Wise, compositeur de la bande-son originale sur Super Nintendo.

## Commercialisation et ventes
D'abord publié en Amérique du Nord le 26 juin 1995, le jeu est ensuite édité au Japon à partir du 27 juillet 1995 (sous le titre Super Donkey Kong GB) puis en Europe à partir du 24 août 1995. Donkey Kong Land est commercialisé dans une cartouche de couleur jaune banane, contrastant avec l’habituel gris utilisé par Nintendo,. Cette particularité est restée pour Donkey Kong Land 2 et Donkey Kong Land III,. Lors de sa sortie en France, le jeu est accompagné du CD de la bande originale du jeu Donkey Kong Country intitulée La Bande originale de Donkey Kong Country.
Lors de sa sortie en Europe, Donkey Kong Land culmine à la première place des ventes en France, toutes plates-formes confondues. Le jeu totalise 3,91 millions de ventes à travers le monde.
Donkey Kong Land est réédité en téléchargement sur la console virtuelle de la Nintendo 3DS le 2 avril 2014 au Japon, le 16 octobre 2014 en Europe, et le 26 février 2015 en Amérique du Nord. Il devient disponible aux abonnés du Nintendo Switch Online sur Nintendo Switch le 22 novembre 2024.

## Accueil

### Critiques de la version originale
Les critiques, à une grande majorité, saluent la qualité des graphismes du jeu, qu’ils jugent inhabituelle pour un jeu destiné à une plate-forme techniquement limitée comme la Game Boy. Ils soulignent notamment la prouesse technique de Rare pour réaliser ce portage, mais aussi un jeu qui saura ravir les fans. Le résultat est d’après eux un jeu brillant et une des meilleures choses qui soit arrivée à la Game Boy,,.
Le journaliste de Joypad juge le jeu « excellent et prenant ». Il estime cependant que la version Game Boy souffre d’un problème de visibilité, les personnages se confondant avec les décors, que n’a pas la version Super Game Boy qui est en couleur et qui dispose d’un overlay .  Pour lui, les joueurs risquent donc d’être déçus par la version Game Boy. Pour la critique de Nintendo Power, la technique ACM appliquée à la Game Boy fait pourtant des miracles et offre des « graphismes spectaculaires ». Les journalistes du magazine sont particulièrement impressionnés par la capacité de Rare à adapter les graphismes de haute qualité de la Super Nintendo à une palette de seulement quatre couleurs. Ils apprécient également les nouveaux animaux amis comme le cochon et le nautile. Ce constat sur les graphismes du jeu est partagé par de nombreuses critiques. Ainsi, pour le magazine Consoles +, si les sprites ne sont pas aussi parlants que sur Super Nintendo, le rendu est tout de même surprenant de réalisme, surtout pour une Game Boy. D’après la critique, la finesse des graphismes, la rapidité et la fluidité des mouvements est également étonnante. De la même manière, le journaliste de Computer and Video Games juge que le jeu regorge de détails et d'animations superbes. Il note cependant que malgré l’utilisation des mêmes techniques que pour le jeu original, les graphismes obtenus ne sont plus vraiment en 3D,. Enfin, la critique du magazine GamePro considère également que les sprites des personnages sont excellents.
Les journalistes de Consoles + soulignent la difficulté croissante du jeu, l'étendue des niveaux et le nombre de passages secrets, mais trouvent la maniabilité du personnage principal très crispante voire « énervante ». Ce manque de maniabilité est partagé par les critiques du magazine Game Players qui estiment que la taille réduite de l'écran ne permet pas de correctement lancer les tonneaux ou de mettre en place un bon timing lors des sauts. Enfin, le magazine GamePro estime que le jeu est plus difficile que l’original et juge que certains niveaux sont un vrai calvaire à terminer. Selon Consoles +, la bande sonore, identique à l'originale, n'a pas été négligée, et les bruitages sont très nombreux et bien réalisés. Pour The Axe Grinder de GamePro, le son est métallique mais les musiques sont douces et subtiles.
Pour les journalistes de Game Players, le Super Game Boy, qui permet de faire fonctionner le jeu en couleur, donne l'impression de jouer à un jeu Mega Drive. Selon Game Players, le Super Game Boy permet de mieux gérer certaines phases de jeux comme les sauts.

### Critiques de la réédition

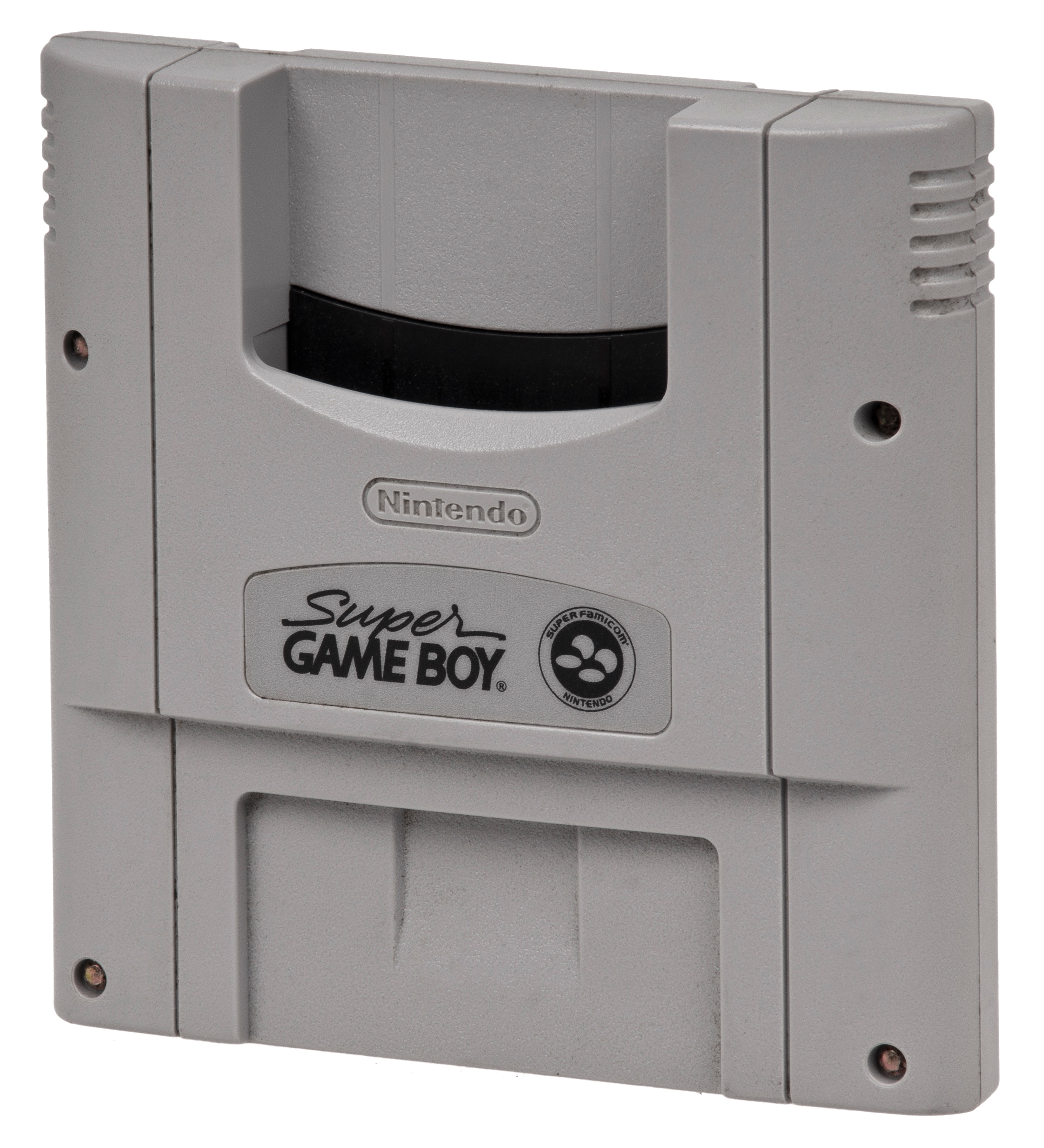
nintendolife regrette que Donkey Kong Land ne soit pas porté dans sa version Super Game Boy, avec des graphismes en couleur.

Le site web IGN signale que, malgré les idées reçues, Donkey Kong Land est un jeu original. Ce que confirme Retro Gamer, pour qui c'est plus une nouvelle aventure qu'un portage. D'après eux, si la qualité des graphismes de l'adaptation est évidemment inférieure à celle de son modèle, Rare a réussi à capturer le gameplay du jeu original et à l'adapter sur Game Boy,. En novembre 2014, Matt Kamen dans un article du The Guardian consacré à Donkey Kong Land, estime les visuels datés mais considère que son système de jeu est toujours aussi frais. Il qualifie de « miracle » la performance de Rare qui a réussi à adapter le jeu sur Game Boy. En revanche, il juge les éléments affichés à l'écran trop nombreux et note que le personnage se confond avec des décors trop détaillés. Il conclut que le jeu est destiné aux nostalgiques, et se demande pourquoi Nintendo n'édite pas une version du jeu en couleur sur Nintendo 3DS.
Dave Frear, du site web nintendolife, regrette pour sa part que Donkey Kong Land ne soit pas porté dans sa version Super Game Boy, avec des graphismes en couleur, même s'il estime que Rare a réussi à créer un jeu avec de bons visuels. Il voit cependant quelques scintillements çà et là, mais qui ne gâchent pas le niveau global de la qualité des graphismes. Les contrôles sont pour lui sensibles et simples, et les mouvements des personnages sont naturels. Frear regrette aussi l'absence de membres de la famille Kong et ce qu'ils auraient pu apporter, notamment Cranky Kong, qui aurait pu injecter un aspect humoristique. Il juge la bande son composée par David Wise entraînante et estime que le portage des musiques, malgré les limites technologiques de la Game Boy, offre quelques variétés.

## Postérité
L'adaptation de la série Donkey Kong Country sur la console portable Game Boy donne naissance à sa propre série dérivée composée de trois titres, avec Donkey Kong Land, puis Donkey Kong Land 2 en 1996 et Donkey Kong Land III en 1997, respectivement adaptés de Diddy's Kong Quest et Dixie Kong's Double Trouble!. Cette trilogie est ensuite ajoutée au Nintendo Switch Online en 2024,.
Donkey Kong Land reçoit l'award du meilleur jeu Game Boy de l'année 1995, décerné par les magazines Electronic Gaming Monthly et GamePro.
Dans le jeu de plates-formes Banjo-Kazooie développé par Rare et sorti en 1998 sur Nintendo 64, un écran de sélection montre le personnage joueur Banjo avec une Game Boy en train de jouer à Donkey Kong Land.